# División de Honor Femenina 1997-98
La División de Honor Femenina 1997-98 fue la décima edición de la Primera División Femenina de España. 
El Club Atlético Málaga se proclamó campeón por primera y única vez en su historia. 

## Sistema de competición
El campeonato fue organizado por la Real Federación Española de Fútbol.
Como la temporada anterior, el torneo se desarrolló en dos fases. 
En la primera fase tomaron parte 43 equipos, repartidos en cuatro grupos, siguiendo criterios de proximidad geográfica. Siguiendo un sistema de liga, los equipos de cada grupo se enfrentaron todos contra todos en dos ocasiones, sumando un total de 14 jornadas. El orden de los encuentros se decidió por sorteo antes de empezar la competición.
La clasificación final se estableció con arreglo a los puntos obtenidos en cada enfrentamiento, a razón de tres por partido ganado, uno por empatado y ninguno en caso de derrota. 
Finalizada la fase de liga regular, los campeones de cada uno de los cuatro grupos se clasificaron para la liga de campeones, en la que se decidió el ganador del torneo por encuentros de eliminación directa disputados en terreno neutral.

## Resultados y clasificaciones

### Fase regular
| Grupo     | Campeón              | Subcampeón      |
| --------- | -------------------- | --------------- |
| Grupo I   | CD Sondika           | Eibartarrak FT  |
| Grupo II  | Oroquieta Villaverde | EF Madrid Oeste |
| Grupo III | San Vicente CFF      | CF Barcelona    |
| Grupo IV  | Atlético Málaga      | Atlético Juval  |

### Liga de Campeones
La fase final de disputó entre el 8 y el 10 de mayo en el Estadio Municipal El Montecillo de Aranda de Duero (Burgos).
|  | Semifinales          | Semifinales     |   |  | Final              | Final |  |
|  |                      |                 |   |  |                    |       |  |
|  |                      |                 |   |  |                    |       |  |
|  | Oroquieta Villaverde | 0               |   |  |                    |       |  |
|  | Atlético Málaga      | 1               |   |  |                    |       |  |
|  |                      |                 |   |  |                    |       |  |
|  |                      |                 |   |  | 10 de mayo de 1998 |       |  |
|  |                      |                 |   |  | Atlético Málaga    | 2     |  |
|  |                      | San Vicente CFF | 0 |  |                    |       |  |
|  |                      |                 |   |  |                    |       |  |
|  |                      |                 |   |  |                    |       |  |
|  |                      |                 |   |  |                    |       |  |
|  |                      |                 |   |  |                    |       |  |
|  | CD Sondika           | 2               |   |  |                    |       |  |
|  | San Vicente CFF (pp) | 2               |   |  |                    |       |  |